# أستراخان

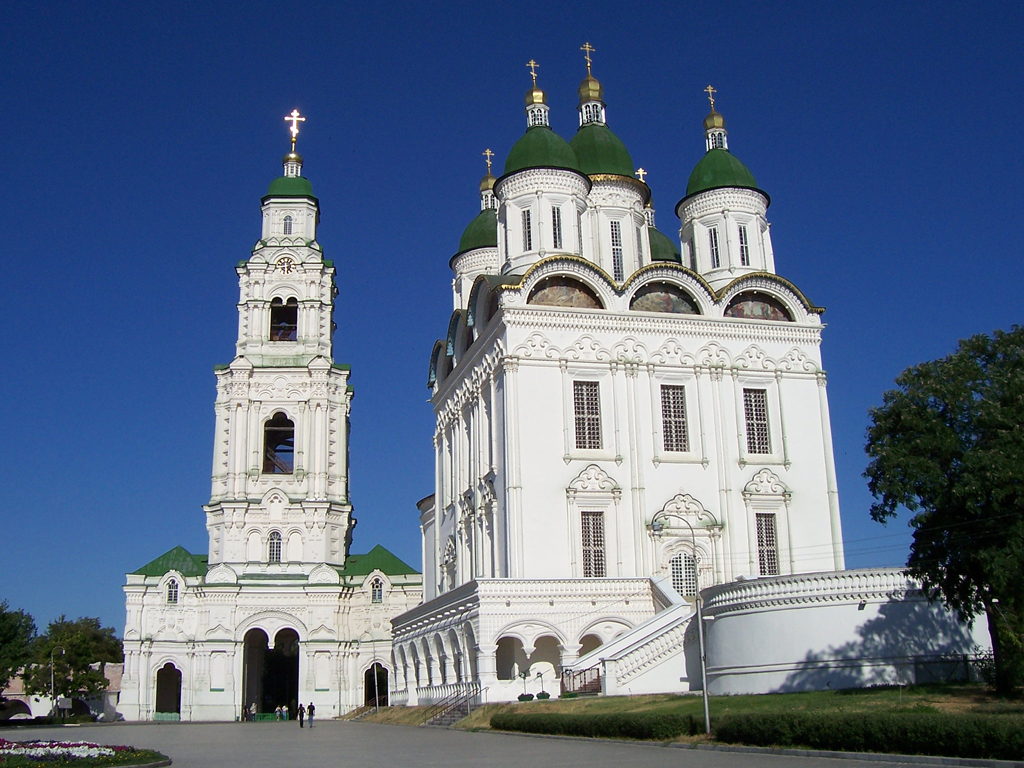
2007

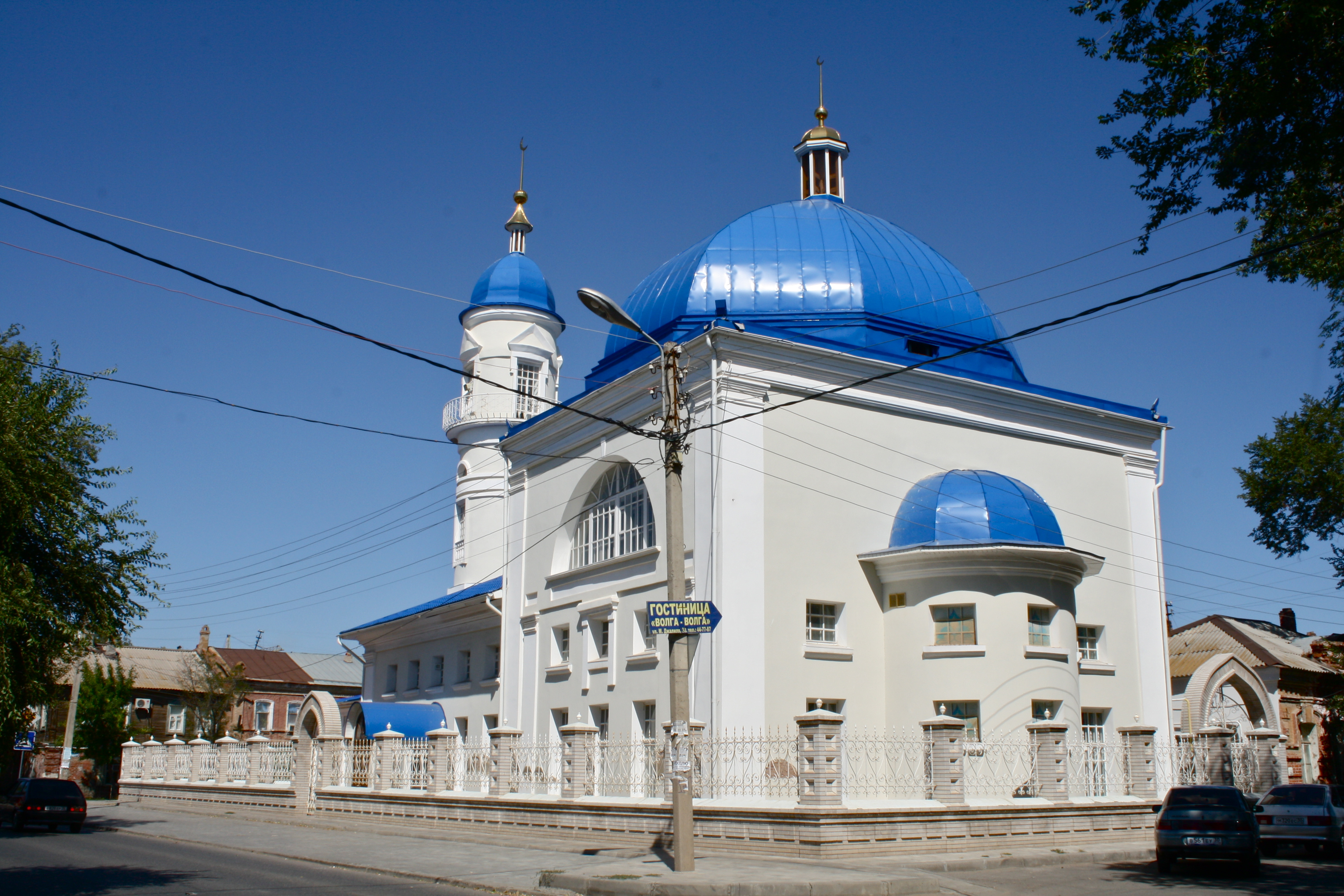
المسجد الأبيض الذي يعتبر من أقدم المساجد في المدينة حيث تم بناؤه في عام 1810

أستراخان (بالروسية: Астрахань) هي إحدى مدن روسيا في الكيان الفدرالي الروسي أستراخان أوبلاست. يبلغ عدد سكانها حوالي 497112 نسمة. نسبة المسلمين تبلغ 15 من 100 وقد أسسها المغول كنقطة لجمع الضرائب من الروس.
استراخان – أقدم مدن حوض نهر الفولغا، وهي ضمن 115 مدينة روسية ذات قيمة تاريخية. وفي المنطقة التي تقع فيها المدينة كانت هناك منذ القدم قرى وبلدات عديدة والتي كانت تمر خلالها الطرق التجارية للعرب والفرس. وخلال قرون عديدة، دون النظر إلى التخريب المستمر لهذه البلدات، كانت تظهر مكانها بلدات وقرى جديدة للخزر واقوام ناطقة بالتركية (بولوفتسي) والمغول والتتار. وأول ذكر لأستراخان في السجلات التاريخية يعود إلى القرن 13. وحسب رأي بعض الباحثين فإنه بالقرب من موقع المدينة الحالي كانت توجد مدينة «ايتيل» عاصمة خانية الخزر التي كانت تعيش من واردات التجارة والضرائب المفروضة على التجار والنقل البري والبحري، أما النظام القضائي لها فكان يتكون من 7 قضاة مسيحيين ومسلمين ويهود ووثنيين يتبعون ملك الخزر مباشرة، وكان هؤلاء مسؤولين عن حل جميع المشاكل التي تحصل في المدينة. وقام الأمير الروسي سفياتوسلاف بتهديم المدينة عام 965. وفي عام 1395 أحرقت مدينة استراخان من قبل جيوش القائد المغولي تيمورلنك. وفي عام 1556 إحتل القيصر الروسي إيفان الرهيب المدينة وضمها إلى الدولة الروسية عام 1557.
ويعتبر عام 1558 هو تاريخ بناء استراخان الحالية، وفي عام 1582 تم بناء سور حجري حول المدينة فيه 8 أبراج للمراقبة. وفي نهاية القرن 19 كان في المدينة 2087 مبنى حجرياً، و7367 بيتا خشبيا، و30 كنيسة أرثوذكسية، و6 كنائس أرمنية وكاثوليكية ولوثرية، ومسجد للمسلمين، ومعبد لليهود. وتخللها 204 شوارع وزقاق، إضافة إلى عدد من المدارس والمستشفيات والمؤسسات الدينية. كما كانت تصدر في المدينة 4 صحف يومية. وفي عام 1885 بلغ عدد المصانع والمعامل في المدينة 62 مصنعا، وكان أهل المدينة يعملون في صيد الاسماك والزراعة (خاصة زراعة الأعناب). وبعد تطور صناعة النفط في باكو في ستينات القرن 19 أصبح ميناء المدينة من أكبر موانئ البلاد.
وفي عام 1942 وصلت القوات الألمانية النازية على مقربة 100 كم من المدينة وقصفت الطائرات الألمانية السفن النهرية وسقطت بعض القنابل على المدينة نفسها. لقد كانت استراخان أيام الحرب الوطنية العظمى مركزا مهما لنقل الوقود والزيوت من منطقة القوقاز إلى وسط روسيا. كما تركزت فيها المستشفيات العسكرية.
ومدينة استراخان اليوم - هي مدينة عصرية تتطور كمركز صناعي – اقتصادي وسياحي. وتقع المدينة على تقاطع الطرق التجارية القديمة بين أوروبا واسيا وفيها وسائل نقل بحرية ونهرية وبرية وجوية متطورة وحديثة. والمدينة مقسمة على 11 جزيرة تبلغ مساحتها 500 كيلومتر مربع ويقطنها أكثر من 0.5 مليون إنسان يمثلون أكثر من 100 قومية وطائفة دينية من مسيحيين ومسلمين وبوذيين ويهود وغيرهم تعيش بمحبة ووئام، وهنا يشعر المرء بوحدة الأمة الروسية وعظمتها.
وتعتبر خطوط النتقل في المدينة جزءا من شبكة النقل العالمية وذلك لموقعها الجغرافي لانها تشكل الجزء الروسي من الممر الدولي «شمال – جنوب» الذي يسمح بتقليص الوقت المصروف في نقل البضائع من جنوب شرق آسيا إلى أوروبا الغربية قياسا بالطريق التقليدي خلال البحر الأبيض المتوسط وقناة السويس.
ولكون المنطقة التي تقع فيها المدينة غنية بالثروات الطبيعية والبحرية فقد أصبحت مركزا صناعيا مهما خاصة في مجال صناعة النفط والغاز والصناعات الغذائية وبالاخص صيد وتعليب الاسماك، وهي مشهورة بأنواع من السمك مثل سمك الزجر والسمك الأحمر والكافيار. كما تشتهر استراخان بزراعة البطيخ الأحمر. وتوجد في المدينة إضافة لمصانع المواد الغذائية مصانع كبيرة لإنتاج حفارات تستخدم في حفر آبار التنقيب عن النفط والغاز في منطقة الجرف القاري. وأيضا مصانع بناء وصيانة السفن ومصانع إنتاج مختلف أنواع مواد البناء.
ويستقبل ميناء استراخان مختلف أنواع السفن كبيرها وصغيرها ونهر الفولغا وروافده يسمحان للسفن الضخمة الخروج إلى بحر ازوف والبحر الأسود وبحر البلطيق والبحر الأبيض دون عائق. وانجز بناء رصيف لتحميل النفط بقدرة اولية تعادل 3 ملايين طن في السنة. وفي المدينة مطار جوي ومحطة لسكك الحديد.
وفي المدينة 4 مسارح وفيلهارمونيا وغاليري و7 متاحف وقاعات للمعارض ودور العرض. كما يوجد في المدينة عدد من الجامعات أهمها جامعة استراخان والجامعة التكنولوجية والأكاديمية الحكومية للعلوم الطبية وغيرها.
ومركز المدينة عبارة عن جزيرة محاطة بمياه أنهار الفولغا وكوتوم وتساريوف وكازاتشي، وعلى أعلى الهضبة مبنى الكرملين المحاط بسور أبيض فيه 3 مداخل برجية واثار المدينة البيضاء.
ويعتبر كرملين المدينة (1580 -1620) من الأماكن السياحية الشهيرة. وتوجد داخل الكرملين: كاتدرائية صعود العذراء (1690 – 1710) وكاتدرائية الثالوث (القرون 16 – 18) وبيت المطران مع الكنيسة (القرون 16 – 18) والسجن (1807) كنيسة كيريلوف (القرون 17 – 19) وغيرها من المباني التاريخية القديمة.كما توجد في المدينة مبان يعود تاريخها إلى القرن 17 والقرن 18 مثل كنيسة القديس فلاديمير وقصر غوبين وغيرها من الاثار إضافة إلى البيوت الخشبية المبنية على الطراز الروسي.
ويتضمن مخطط تطوير المدينة في السنوات القادمة مشاريعاً طموحة للتطور في مجال الاقتصاد وزيادة الاستثمارات في البناء والخدمات وحماية البيئة وغيرها من المجالات التي تساعد في تحسين المستوى الحياتي لسكان مدينة استراخان.